# Kpoba
Kpoba è un arrondissement del Benin situato nella città di Djakotomey (dipartimento di Kouffo) con 7.749 abitanti (dato 2006).